# Kempen Blok
Het Kempen Blok is een geologische regio, gelegen in voornamelijk (Belgisch) Limburg en een deel van Noord-Brabant. Het Kempen Blok vormt het oostelijk deel van het Bekken van de Kempen, en wordt begrensd door de Breuk van Rauw in het westen en de Feldbissbreuk in het oosten. De regio ondervindt sinds het eind van het Paleogeen de invloed van het Roerdalslenk-systeem, waardoor de geologische afzettingen er sindsdien veel dikker zijn dan in de rest van het Bekken van de Kempen.